# Platysoma beybienkoi
Platysoma beybienkoi är en skalbaggsart som beskrevs av Kryzhanovskij 1972. Platysoma beybienkoi ingår i släktet Platysoma och familjen stumpbaggar. Inga underarter finns listade i Catalogue of Life.